# Petra de Bruin
Petra de Bruin (ur. 22 lutego 1962 w Nieuwkoop) – holenderska kolarka torowa i szosowa, mistrzyni świata w kolarstwie szosowym oraz brązowa medalistka torowych mistrzostw świata.

## Kariera
Pierwszy sukces w karierze Petra de Bruin osiągnęła w 1978 roku, kiedy zdobyła brązowe medale torowych mistrzostw kraju w sprincie indywidualnym i indywidualnym wyścigu na dochodzenie. Na rozgrywanych rok później szosowych mistrzostwach świata w Valkenburgu de Bruin zwyciężyła w wyścigu ze startu wspólnego. Startowała głównie na arenie krajowej, wygrywając między innymi Omloop van 't Molenheike w 1985 roku i Batavus Lenterace w latach 1980, 1983 i 1984 oraz kryterium w Tilburgu (1979), Uithoorn (w latach 1980, 1982 i 1990) i Clinge (1992). Ponadto w 1980 roku zdobyła brązowy medal w indywidualnym wyścigu na dochodzenie podczas torowych mistrzostw świata w Besançon, gdzie przegrała tylko z radziecką kolarką Nadieżdą Kibardiną i Karen Strong z Kanady. Nigdy nie wystąpiła na igrzyskach olimpijskich.